# UFC on ESPN: Blaydes vs. Volkov
UFC on ESPN: Blaydes vs. Volkov (conosciuto anche come UFC on ESPN 11 o UFC Vegas 3) è stato un evento di arti marziali miste tenuto dalla Ultimate Fighting Championship il 20 giugno 2020 all'UFC APEX di Las Vegas negli Stati Uniti.

## Risultati
|                  | Divisione             |                      |                 |                   | Metodo                                  | Round           | Tempo           | Premio          |
| Card Principale  | Card Principale       | Card Principale      | Card Principale | Card Principale   | Card Principale                         | Card Principale | Card Principale | Card Principale |
| ---------------- | --------------------- | -------------------- | --------------- | ----------------- | --------------------------------------- | --------------- | --------------- | --------------- |
|                  | Pesi massimi          | Curtis Blaydes       | batte           | Aleksandr Volkov  | Decisione unanime (49-46, 48-47, 48-46) | 5               | 5:00            |                 |
|                  | Pesi piuma            | Josh Emmett          | batte           | Shane Burgos      | Decisione unanime (29-28, 29-28, 29-27) | 3               | 5:00            | FOTN            |
|                  | Pesi gallo femminili  | Raquel Pennington    | batte           | Marion Reneau     | Decisione unanime (30-27, 29-28, 29-28) | 3               | 5:00            |                 |
|                  | Pesi welter           | Belal Muhammad       | batte           | Lyman Good        | Decisione unanime (29-28, 29-28, 29-28) | 3               | 5:00            |                 |
|                  | Catchweight (160 lbs) | Jim Miller           | batte           | Roosevelt Roberts | Sottomissione (armbar)                  | 1               | 2:25            | POTN            |
| Card Preliminare |                       |                      |                 |                   |                                         |                 |                 |                 |
|                  | Pesi leggeri          | Bobby Green          | batte           | Clay Guida        | Decisione unanime (29-28, 29-28, 30-27) | 3               | 5:00            |                 |
|                  | Pesi paglia femminili | Tecia Torres         | batte           | Brianna Van Buren | Decisione unanime (30-27, 30-27, 30-27) | 3               | 5:00            |                 |
|                  | Pesi medi             | Marc-André Barriault | batte           | Oskar Piechota    | KO tecnico (pugni)                      | 2               | 4:50            |                 |
|                  | Pesi mosca femminili  | Gillian Robertson    | batte           | Cortney Casey     | Sottomissione (rear-naked choke)        | 3               | 4:32            |                 |
|                  | Catchweight (158 lbs) | Justin Jaynes        | batte           | Frank Camacho     | KO tecnico (pugni)                      | 1               | 0:41            | POTN            |
|                  | Pesi mosca femminili  | Lauren Murphy        | batte           | Roxanne Modafferi | Decisione unanime (30-27, 30-27, 29-28) | 3               | 5:00            |                 |
|                  | Pesi leggeri          | Austin Hubbard       | batte           | Max Rohskopf      | KO tecnico (ritiro)                     | 2               | 5:00            |                 |

## Premi
I lottatori premiati ricevettero un bonus di 50.000 dollari.
Legenda:
- FOTN: Fight of the Night (vengono premiati entrambi gli atleti per il miglior incontro dell'evento)
- POTN: Performance of the Night (viene premiato il vincitore per la migliore performance dell'evento)